# Port lotniczy Saint John
Port lotniczy Saint John (IATA: YSJ, ICAO: CYSJ) – port lotniczy położony 15 km na północny wschód od Saint John, w prowincji Nowy Brunszwik, w Kanadzie.

## Linie lotnicze i połączenia
- Air Canada obsługiwane przez Air Georgian (Halifax)
- Air Canada Jazz (Halifax, Montreal-Trudeau, Ottawa, Toronto-Pearson)
- Sunwing Airlines (La Romana, Cancún) [sezonowo]